# 윙셔틀

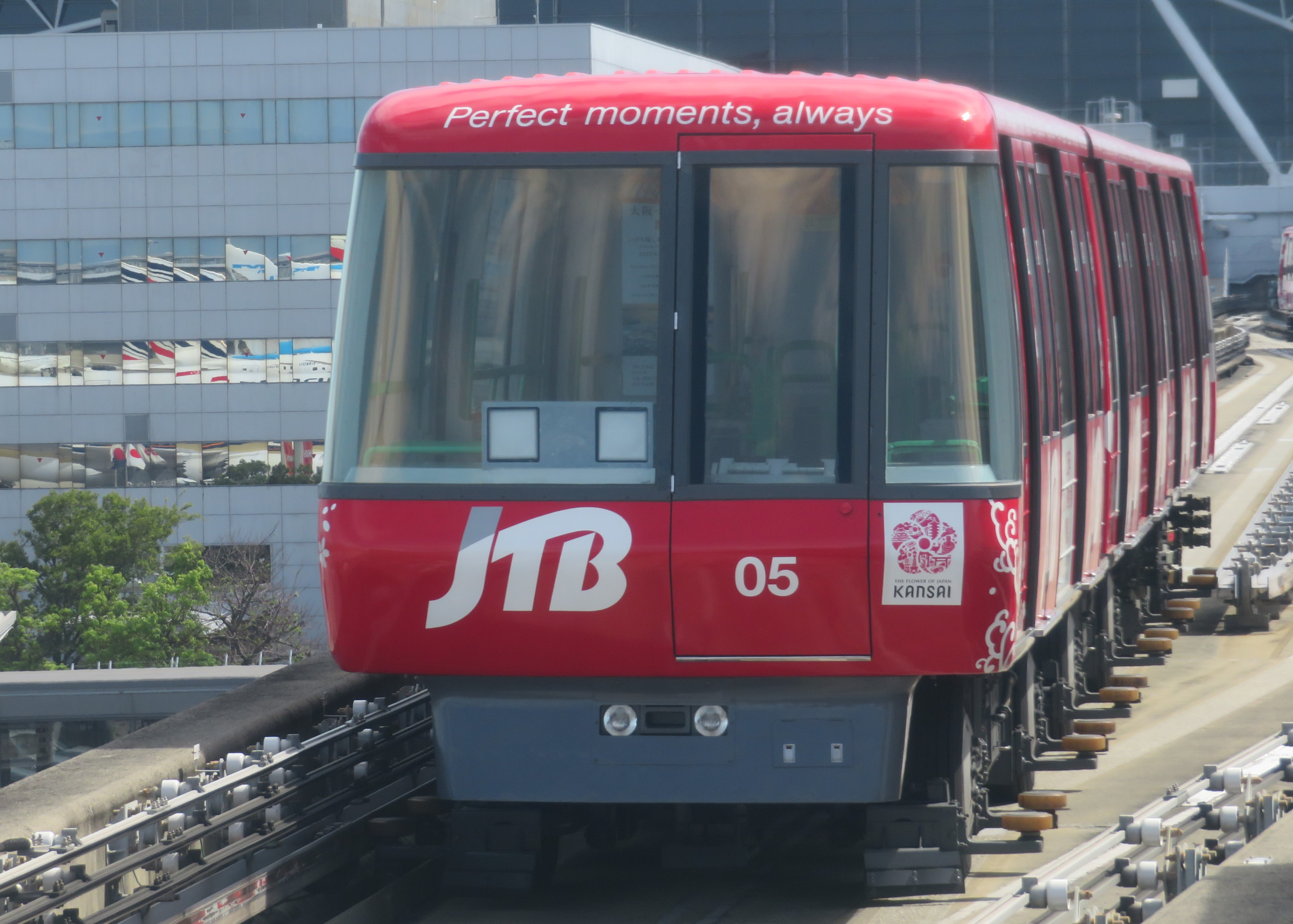
차량

윙셔틀(일본어: ウイングシャトル)은 간사이국제공항 제1여객터미널의 여객터미널빌딩과 남북윙 사이를 이동하기 위한 신교통시스템(AGT)이다.

## 노선
윙 셔틀은 터미널 빌딩의 북쪽 윙을 달리는 노선과 남쪽 윙을 달리는 노선의 2계통이 있다.
여객 터미널 빌딩 3층·출국 심사장 통과 후의 국제선 트랜짓 에리어 좌우에 있는 「본관역」을 기점으로 하며, 윙 중앙부 게이트의 가장 가까운 '중간역'과 윙의 가장 끝의 가장 가까운 「첨단역」의 3개 역이 있다. 「본관역」과 「첨단역」 사이는 각각 545m로 되어 있다.
신호 보안 시스템은 일반적인 AGT 시스템과 마찬가지로 ATC · ATO를 사용한다. 일본신호가 운행제어장치, 역 ATO 차상장치, ATC/TD 지상·차상장치 등을 제조하고 있다.
도중 본관역을 나오자마자 차량기지가 있어 여기서 차량의 정비·수리·세차가 진행된다. 본관 역과 중간 역 사이에는 갈라진 선이 있어, 여기에서 다르다. 이 때문에,이 구간에 들어갈 때, 일단 감속한다. 이른 아침이나 심야대는 이 교차선에 1편성씩 유치될 수 있다.
차량 기지에 입출고 시에는 가동식 분기기를 사용하지만, 통상의 운행에 사용하는 교차선에서는, 차량측에 분기륜을 설치하는 「차상 분기 방식」을 채용하고 있어, 무인 운행중에는 분기기의 조작이 불필요하다.

## 같이 보기
- 신교통 시스템